# John Clifford, 9. Baron de Clifford

Wappen des John Clifford, 9. Baron de Clifford

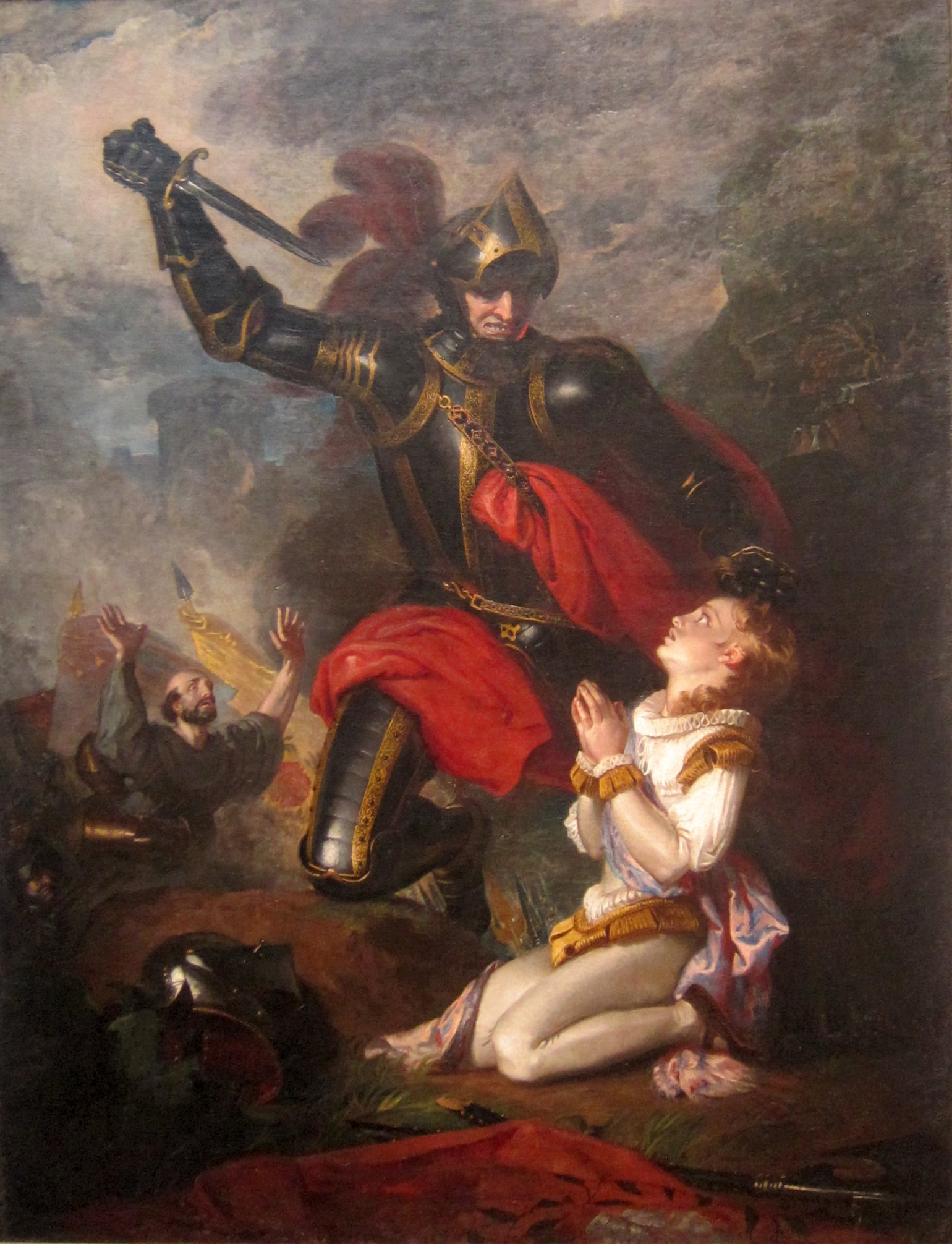
Die Ermordung von Rutland durch Lord Clifford, historisierendes Gemälde von Charles Robert Leslie, 1815

John Clifford, 9. Baron de Clifford (* 8. April 1435 in Conisborough Castle, South Yorkshire; † 28. März 1461 in Ferrybridge) war ein englischer Adliger, der in den Rosenkriegen das Haus Lancaster anführte.

## Leben
John Clifford war der älteste Sohn des Thomas Clifford, 8. Baron de Clifford, aus dessen Ehe mit Joan Dacre, Tochter des Thomas Dacre, 6. Baron Dacre. Er hatte drei jüngere Brüder und fünf Schwestern.
John Clifford erbte den Titel Baron de Clifford, den Familiensitz Skipton Castle sowie das Amt des High Sheriff von Westmorland beim Tod seines Vaters in der ersten Schlacht von St Albans am 22. Mai 1455.
Im Verlauf der Rosenkriege führte Clifford das Haus Lancaster in der Schlacht von Wakefield bei einem Überraschungsangriff auf Sandal Castle, wobei die Lancasters einen entscheidenden Sieg gegen das Haus York errangen. Die Yorkisten wurden in die Flucht geschlagen, ihr Anführer Richard Plantagenet, 3. Duke of York auf dem Schlachtfeld erschlagen, und dessen Sohn Edmund, Earl of Rutland und Schwiegersohn Richard Neville, 5. Earl of Salisbury gefangen genommen und getötet. Auf dem Schlachtfeld von Wakefield wurde Clifford zum Knight Bachelor geschlagen.
Bekannt geworden ist Clifford vor allem durch die Ermordung des Earls of Rutland. Gefangene Söhne von Adligen wurden zu der Zeit gewöhnlich als Geiseln genommen. Rutland wurde nur 17 Jahre alt, war militärisch unerfahren – Wakefield ist die einzige Schlacht, an der er bekanntermaßen teilgenommen hat –, und soll zum Zeitpunkt seiner Ermordung verwundet und schutzlos gewesen sein. Der ältere Bruder Rutlands, der künftige König Edward IV., schwor Rache und war möglicherweise derjenige, welcher die Bezeichnung „der Schlächter“ für Clifford einführte.
Clifford fiel in der Schlacht bei Ferrybridge am 28. März 1461. Am 4. November 1461 wurden ihm postum sein Titel und sein Familienbesitz entzogen. 1485, nach dem Ende der Rosenkriege, erhielt die Familie den Besitz zurückerstattet.
Clifford war verheiratet mit Margaret Bromflete (1443–12. April 1493), Erbtochter des Henry Bromflete, 1. Baron Vescy, mit der er drei Söhne und eine Tochter hatte:
- Henry Clifford, der 1485 die Wiederherstellung des Titels als 10. Baron erwirkte;
- Richard Clifford;
- Sir Thomas Clifford, ⚭ Ellen Swarby;
- Elizabeth Clifford, ⚭ Sir Robert Aske.

In seinem Drama Heinrich VI. schildert Shakespeare unter Bezugnahme auf Hall's Chronicle und Holinshed's Chronicles, wie Edmund nach der Schlacht von Wakefield um sein Leben fleht und dann von Clifford getötet wird. Diese Szene entspricht nicht der historischen Wahrheit, da Shakespeare Edmund inkorrekt als kleines Kind darstellt.